# سورا (صابرآباد)
سورا یک منطقه مسکونی در جمهوری آذربایجان است که در شهرستان صابرآباد واقع شده‌است. سورا ۱۲۹۷ نفر جمعیت دارد.

## دین
در مسجد جامع سورا یک هیئت مذهبی وجود دارد.